# Coupe Nehru
La Coupe Nehru (aussi appelé ONGC Nehru Cup jusqu'en 2009) est un tournoi de football international organisé par l'All India Football Federation. Le tournoi débute en 1982, puis trois éditions entre 1998 et 2006 n'ont pas lieu et la dernière édition se déroule en 2012. Depuis 2017, le tournoi est appelé Coupe intercontinentale (Hero Tri-Nations Series puis Intercontinental Cup).

## Palmarès de la Coupe Nehru
| Année | Pays-hôte                | Finale                     | Finale                 | Finale              |
| Année | Pays-hôte                | Vainqueur                  | Score                  | Finaliste           |
| ----- | ------------------------ | -------------------------- | ---------------------- | ------------------- |
| 1982  | Kolkata, Inde            | Uruguay                    | 2 - 0                  | Chine               |
| 1983  | Kochi, Inde              | Hongrie olympique          | 2 - 1                  | Chine               |
| 1984  | Kolkata, Inde            | Pologne                    | 1 - 0                  | Chine               |
| 1985  | Kochi, Inde              | Union soviétique           | 2 - 1                  | Yougoslavie         |
| 1986  | Thiruvananthapuram, Inde | Union soviétique XI        | 1 - 0                  | Chine               |
| 1987  | Kozhikode, Inde          | Union soviétique XI        | 2 - 0                  | Bulgarie olympique  |
| 1988  | Siliguri, Inde           | Union soviétique olympique | 2 - 0                  | Pologne olympique   |
| 1989  | Margao, Inde             | Hongrie XI                 | 2 - 1                  | Union soviétique XI |
| 1991  | Thiruvananthapuram, Inde | Roumanie B                 | 3 - 1                  | Hongrie             |
| 1993  | Chennai, Inde            | Corée du Nord              | 2 - 0                  | Roumanie B          |
| 1995  | Kolkata, Inde            | Irak                       | 1 - 0                  | Russie              |
| 1997  | Kochi, Inde              | Irak                       | 3 - 1                  | Ouzbékistan         |
| 2007  | New Delhi, Inde          | Inde                       | 1 - 0                  | Syrie               |
| 2009  | New Delhi, Inde          | Inde                       | 1 – 1 (ap) 5 - 4 (tab) | Syrie               |
| 2012  | New Delhi, Inde          | Inde                       | 2 – 2 (ap) 5 - 4 (tab) | Cameroun B          |

### Bilan par pays
| Vainqueurs | Nations          | Année                  |
| ---------- | ---------------- | ---------------------- |
| 4 fois     | Union soviétique | 1985, 1986, 1987, 1988 |
| 3 fois     | Inde             | 2007, 2009, 2012       |
| 2 fois     | Hongrie          | 1983,1989              |
| 2 fois     | Irak             | 1995, 1997             |
| 1 fois     | Uruguay          | 1982                   |
| 1 fois     | Pologne          | 1984                   |
| 1 fois     | Roumanie         | 1991                   |
| 1 fois     | Corée du Nord    | 1993                   |

## Palmarès de la Coupe intercontinentale
| Année | Ville-hôte      | Vainqueur     | Deuxième                   | Troisième        | Quatrième      |
| ----- | --------------- | ------------- | -------------------------- | ---------------- | -------------- |
| 2017  | Mumbai, Inde    | Inde          | Saint-Christophe-et-Niévès | Maurice          |                |
| 2018  | Mumbai, Inde    | Inde          | Kenya                      | Nouvelle-Zélande | Taipei chinois |
| 2019  | Ahmedabad, Inde | Corée du Nord | Tadjikistan                | Syrie            | Inde           |

### Bilan par pays
| Vainqueurs | Nations       | Année      |
| ---------- | ------------- | ---------- |
| 2 fois     | Inde          | 2017, 2018 |
| 1 fois     | Corée du Nord | 2019       |